# Puntius chalakkudiensis
Puntius chalakkudiensis är en fiskart som beskrevs av Menon, Rema Devi och Thobias, 1999. Puntius chalakkudiensis ingår i släktet Puntius och familjen karpfiskar. IUCN kategoriserar arten globalt som starkt hotad. Inga underarter finns listade i Catalogue of Life.